# Pehlivanköy (district)
Pehlivanköy is een Turks district in de provincie Kırklareli en telt 4.586 inwoners (2007). Het district heeft een oppervlakte van 112,5 km².
De bevolkingsontwikkeling van het district is weergegeven in onderstaande tabel.
| 1997  | 2000  | 2007  |
| ----- | ----- | ----- |
| 6.157 | 5.892 | 4.586 |